# Philippe Clay
Philippe Clay (7 de marzo de 1927 - 13 de diciembre de 2007) fue un cantante y actor de nacionalidad francesa.

## Biografía
Nacido en París, Francia, su verdadero nombre era Philippe Mathevet. Durante la Segunda Guerra Mundial, la familia se refugió en Auvernia. A los 16 años de edad, en 1943, ingresó en los maquis. Tras la Liberación, entró en el ejército francés, yendo a combatir a Alemania. En esa época descubrió el teatro, entreteniendo a sus camaradas interpretando pequeñas piezas.
A su vuelta a Francia, decidió dedicarse al mundo del espectáculo, por lo que su madre lo inscribió en el Conservatoire national supérieur d'art dramatique. Allí aprendió a utilizar su voz y adquirió el arte del mimo. En esa época hacía pequeños papeles, pero fue excluido de la compañía por indisciplina. Por ese motivo pasó a actuar en el Théâtre de Chaillot.
En 1947, casi en contra de su deseo — unos amigos le habían inscrito sin él saberlo —, Philippe Clay ganó un concurso de canción para aficionados en el bar « À la colonne de la Bastille ». Gracias a ello se le propuso una gira por África. Tras un año de actuaciones, volvió a París y trabajó en Les Trois Baudets y en la Fontaine des quatre saisons.
Frecuentó los locales del barrio de Saint-Germain-des-Prés y trabó amistad con Jacques Prévert, Boris Vian y Serge Gainsbourg. Desde 1957 a 1962, actuó cuatro veces como estrella en el Olympia de París, hizo numerosas giras por el extranjero, y obtuvo sus mayores éxitos: Les Voyous, Festival d'Aubervilliers, Le Danseur de charleston.
Más adelante, en 1964, cantó varios dúos con Serge Gainsbourg.
Para el cine, fue Casimir le Serpentín en el film French Cancan, de Jean Renoir, y Clopin en Notre-Dame de Paris, de Jean Delannoy. En 1971 volvió al éxito como cantante con temas como Mes universités o La Quarantaine como reacción al movimiento de mayo de 1968 en Francia. El repertorio anticontestatario le marcó políticamente en la derecha, especialmente cuando, en el siguiente decenio, se comprometió con la Agrupación por la República, partido fundado por Jacques Chirac.
En 1975 actuó en la comedia musical Monte-Cristo, de Eddy Marnay, siendo Michel Legrand el compositor. El espectáculo se llevó a escena en el Teatro de los Campos Elíseos de París con escenografía de Maurice Jacquemont, pero no cumplió con el éxito esperado.
Clay cantó el tema musical La Complainte des apaches, de la serie televisiva Las brigadas del tigre, con orquestación de Claude Bolling.
Philippe Clay, uno de los grandes actores-cantantes franceses, al igual que artistas como Serge Reggiani, Marcel Mouloudji o Yves Montand, falleció en Issy-les-Moulineaux, Francia, en 2007, a causa de una crisis cardíaca. Sus restos fueron incinerados. Había estado casado con la actriz Maria Riquelme.
Por su trabajo en Visites à Mister Green, fue nominado en el año 2002 al Premio Molière.

## Discografía
- 1954 : La Goualante du pauvre Jean
- 1954 : Le Noyé assassiné
- 1954 : Moi j'fais mon rond
- 1955 : Le Danseur de charleston
- 1957 : Cigarettes, Whisky et P'tites Pépées
- 1958 : Stances de Ronsard (Pierre de Ronsard/Léo Ferré)
- 1960 : L'Homme de l'équateur
- 1961 : La Dolce Vita
- 1961 : Philippe Clay - Bleu, blanc, rouge - Epic LF 2018 - Canada
- 1971 : Mes universités, Sidi Bel Abes, Tu veux partir va-t-en, Morose, La quarantaine, Dis ma femme, los ditactorios interdit sur les medias car faisant reference a hitler mussolini et franco, 33 r. p. m. Polydor 2473 003
- 1973 : Au volant de ma valse - 33 r. p. m. Polydor 2473 020
- 1974 : Marie la France- Polydor 2056 326
- 1974 : Philippe Clay - La Complainte des apaches - Polydor 2056 378 - Canada
- 1975 : Monte Cristo  - 33 r. p. m. Polydor 2473 054
- 1976 : Trop c'est trop - Polydor 2056 578
- 1977 :  Le temps du troc - Polydor 2056 619
- 1977 : Mucho mucho, ce soir à dîner, c'est un 78 tours - 33 r. p. m. Eurodisc WEA 913 158
- 1978 : La question, le procès du dernier poète - Eurodisc WEA 911 193
- 1980 : Soldat inconnu, Boule de flipper, yaka faucon - 33 r. p. m. Arabella 201 754
- 1980 : Mon pays, la Marseillaise - 45 r. p. m. Philips 813 175-7
- 1999 : 50 ans de carrière, 50 chansons 2 CD RYM Musique 1970752 UN 865, P

## Teatro
1945 a 1949
- El mercader de Venecia, de William Shakespeare
- Tartufo, de Molière
- Iphigénie

1950 a 1953
- actor en la compañía teatral del Palacio de Chaillot

A partir de 1959
- 1959 : L'Affaire des poisons, de Victorien Sardou, escenografía de Raymond Gérôme, Théâtre de la Ville
- 1965 : Don Quijote, de Yves Jamiaque a partir de Miguel de Cervantes, escenografía de Jean-Paul Le Chanois, Théâtre des Célestins
- Des idées larges, Théâtre de l'Athénée
- El conde de Montecristo, escenografía de Maurice Jacquemont, Teatro de los Campos Elíseos
- El barbero de Sevilla, Teatro de los Campos Elíseos
- Jules Romains, homme de bonne volonté, Palais Royal
- 1983 : Oscar, de Claude Magnier, escenografía de Jacqueline Bœuf, Théâtre Tête d'or
- 1988 : L'Aiglon, de Edmond Rostand, escenografía de Jean-Luc Tardieu, Festival d'Anjou
- 1993 : Zoo ou l'Assassin philanthrope, de Jean Bruller, escenografía de Jean-Luc Tardieu, Le Grand T, Nantes
- 1995 : La viuda alegre, de Franz Lehar, escenografía de Jean-Luc Tardieu, Ópera de Rennes, Ópera de Ruan, Ópera de Marsella
- 1995 : Un enemigo del pueblo, de Henrik Ibsen, escenografía de Jean-Luc Tardieu, Le Grand T, Nantes
- 1996 : Des ronds dans l'eau, recital, escenografía de Jean-Luc Tardieu, Le Grand T, Nantes, Teatro Montparnasse, Théâtre Montansier
- 1996 : Le Voyage de monsieur Perrichon, de Eugène Labiche, escenografía de Jean-Luc Moreau, Festival d'Anjou, Théâtre Saint-Georges
- 1999 : Le Sexe faible, de Édouard Bourdet, escenografía de Jean-Claude Brialy
- 2000 : Visites à Mister Green, de Jeff Baron, escenografía de Jean-Luc Tardieu, Théâtre Alhambra Genève, Espace Rachi, Théâtre La Bruyère, Théâtre Antoine, gira
- 2006 : L'Escale, de Paul Hengge, escenografía de Stéphan Meldegg, Théâtre La Bruyère

## Filmografía

### Cine
- 1950 : Rome-Express, de Christian Stengel
- 1951 : Le Crime du Bouif, de André Cerf
- 1954 : French Cancan, de Jean Renoir
- 1955 : 33 tours et puis s'en vont, de Henri Champetier
- 1956 : Notre-Dame de Paris, de Jean Delannoy
- 1956 : La vie est belle, de Roger Pierre y Jean-Marc Thibault
- 1957 : C'est arrivé à 36 chandelles, de Henri Diamant-Berger
- 1957 : Nathalie, de Christian-Jaque
- 1958 : En bordée, de Pierre Chevalier
- 1958 : Des femmes disparaissent, de Édouard Molinaro
- 1958 : Drôles de phénomènes, de Robert Vernay
- 1958 : Bell, Book and Candle, de Richard Quine
- 1958 : Totò a Parigi, de Camillo Mastrocinque
- 1958 : Messieurs les ronds-de-cuir, de Henri Diamant-Berger
- 1959 : La Nuit des traqués, de Bernard Roland
- 1959 : Les Canailles, de Maurice Labro
- 1960 : Touchez pas aux blondes, de Maurice Cloche
- 1960 : Dans l'eau qui fait des bulles, de Maurice Delbez
- 1962 : I moschettieri del mare, de Steno
- 1965 : Le Gentleman de Cocody, de Christian-Jaque
- 1966 : Sale temps pour les mouches, de Guy Lefranc
- 1966 : Voilà l'ordre, de Jacques Baratier
- 1967 : Les Têtes brûlées, de Willy Rozier
- 1969 : Pour un sourire, de François Dupont-Midy
- 1971 : Armiamoci e partite !, de Nando Cicero
- 1972 : Pas folle la guêpe, de Jean Delannoy
- 1972 : Les Joyeux Lurons, de Michel Gérard
- 1973 : L'Insolent, de Jean-Claude Roy
- 1974 : Shanks, de William Castle
- 1982 : Deux heures moins le quart avant Jésus-Christ, de Jean Yanne
- 1982 : Salut la puce, de Richard Balducci
- 1983 : Un bon petit diable, de Jean-Claude Brialy
- 1992 : Le put 320 décembre (conte moral) de Marcel Angosto
- 1993 : Die Wilnis, de Werner Masten
- 1995 : Krim, de Ahmed Bouchaala
- 1997 : Lautrec, de Roger Planchon
- 1998 : Les Cachetonneurs, de Denis Dercourt
- 1999 : Tuvalu, de Veit Helmer
- 2002 : Là-haut, un roi au-dessus des nuages, de Pierre Schoendoerffer

### Televisión
- 1966 : Les Cinq Dernières Minutes", de Jean-Pierre Marchand, episodio "La Rose de fer"
- 1971 : La Brigade des maléfices, episodio "Voir Vénus et mourir"
- 1972 : La Canne, de Arlen Papazian
- 1981 : Au bon beurre, de Édouard Molinaro
- 1985 : L'Herbe rouge, de Pierre Kast
- 1985 : Le Chevalier de Pardaillan, de Josée Dayan
- 1986 : Catherine, de Marion Sarraut
- 1987 : Le Gerfaut, de Marion Sarraut
- 1989 : La Comtesse de Charny, de Marion Sarraut
- 1995 : Les Allumettes suédoises, de Jacques Ertaud
- 1995 : Pasteur, 5 années de rage, de Luc Béraud
- 1995 : La Rivière Espérance, de Josée Dayan
- 1996 : La Guerre des moutons, de Rémy Burkel
- 1996 : Les Anneaux de la gloire, de Jean-Luc Miesch
- 1997 : La Parenthèse, de Jean-Louis Benoît
- 1997 : La Grande Béké, de Alain Maline
- 1998 : Le Comte de Monte-Cristo, de Josée Dayan
- 1998 : Les Lois de l'hospitalité, de Luc Béraud
- 1998 : Marceeel !!!, de Agnès Delarive
- 1999 : La Maison d'Alexina, de Mehdi Charef
- 2000 : Le Bimillionnaire, de Michael Perotta
- 2000 : Le Causse d'Aspignac, de François Barluet
- 2000 : Des croix sur la mer, de Luc Béraud
- 2004 : Père et Maire, episodio 9
- 2007 : Dombais et fils, de Laurent Jaoui
- 2007 : La Commune, de Philippe Triboit

## Libros
- Mes universités, Éditions Robert Laffont, 1980, ISBN 2-221-00516-3[3]
- Mérotte, éditions Anne Carrière, septiembre de 1999, ISBN 2-84337-104-X[4]